# Popoveane, Sofia
Popoveane (în bulgară Поповяне) este un sat în comuna Samokov, regiunea Sofia,  Bulgaria. 

## Demografie
Componența etnică a satului Popoveane
     Nicio identificare (33,96%)
     Bulgari (44,52%)
     Romi (21,5%)
     Turci (0%)
La recensământul din 2011, populația satului Popoveane era de 265 locuitori. Nu există o etnie majoritară, locuitorii fiind bulgari (44,52%) și romi (21,5%). Pentru 33,96% din locuitori nu este cunoscută apartenența etnică.